# Laphria aurea
Laphria aurea är en tvåvingeart som först beskrevs av Fabricius 1794.  Laphria aurea ingår i släktet Laphria och familjen rovflugor. Inga underarter finns listade i Catalogue of Life.